# Rim Trail (parc national du Grand Canyon)
Pour les articles homonymes, voir Rim Trail.
Le Rim Trail – ou parfois West Rim Trail – est un sentier de randonnée américain dans le comté de Coconino, en Arizona. Il est entièrement situé au sein du parc national du Grand Canyon, où il surplombe le Grand Canyon en redoublant l'Hermit Road. Les aménagements le long de son parcours présentent le style rustique du National Park Service.